# Augustin-Joseph Sépinski
Augustin-Joseph Antoine Sépinski OFM (ur. 26 lipca 1900 w Saint-Julien-lès-Metz we Francji, zm. 31 grudnia 1978) – francuski arcybiskup katolicki pochodzenia polskiego, w latach 1952–1965 generał franciszkanów, delegat apostolski w Jerozolimie i Palestynie, nuncjusz apostolski w Urugwaju, doktor teologii i prawa kanonicznego.
Sépinski spędził dzieciństwo i młodość w Audun-le-Tiche na granicy z Luksemburgiem. Został wyświęcony na kapłana w zakonie franciszkańskim 20 grudnia 1924. Sakrę biskupią przyjął 21 listopada 1965, był arcybiskupem tytularnym Assuras. Dnia 2 listopada 1965 wybrany został delegatem apostolskim w Jerozolimie i Palestynie (do 5 maja 1969), od 29 lipca 1975 nuncjusz apostolski w Urugwaju. Zmarł mając 78 lat, zachowując tytuł emerytowanego nuncjusza apostolskiego w Urugwaju.
Arcybiskup Sépinski piastując urząd delegata apostolskiego w Jerozolimie, wziął udział w jerozolimskich uroczystościach 1000-lecia chrztu Polski w 1966.